# Stora Brännbo
Stora Brännbo är en konferensanläggning i Sigtuna.
Konferensanläggningen byggdes 1956 som Kommunskolan för att kunna utbilda förtroendevalda och anställda i svenska landskommuner, köpingar och städer. Detta utbildningsbehov kan ses i ljuset av att det var strax efter kommunreformen 1952. 
Kommunskolan drevs de första tolv åren som en stiftelse men blev 1968 en organisatorisk del av Svenska Kommunförbundet. 1991 ombildades Kommunskolan till ett dotterbolag inom Svenska Kommunförbundet, senare Sveriges Kommuner och Landsting. Namnet Kommunskolan ändrades 1987 till det ursprungliga namnet på platsen där skolan uppförts.
Kommunskolan med dess tidstypiska 1950-talsbyggnader i gult tegel ritades av arkitekten Tore Axén.
År 2007 såldes Stora Brännbo till privata ägare som bevarar den stiltrogna arkitekturen med flera designklassiker från skandinaviskt 1950-tal, av bland andra Stig Lindberg, Poul Volther (stolen Corona), Bruno Mathsson, Yngve Ekström, Josef Frank (Svenskt Tenn). 
Stora Brännbo Konferens & Hotell har cirka 35 anställda, 101 hotellrum, 38 konferenslokaler och ett kök som serverar uppemot 170 personer. Anläggningen är Svanenmärkt och utvald av Svenska Möten, tillhör IACC och är en av huvudägarna i Destination Sigtuna AB.